# Blecha obecná
Blecha obecná neboli blecha lidská (Pulex irritans) byla v Českých zemích i v celé Evropě v období mezi 14.–19. stoletím nejrozšířenějším a nejtypičtějším lidským parazitem. Nyní je více rozšířeným druhem blecha psí či blecha kočičí, které ale také mohou napadat člověka. Blechy jsou významnými ektoparazitickými přenašeči nemocí. 

## Výskyt
Blecha obecná je rozšířena téměř po celé zeměkouli, výjimku tvoří jen několik oblastí tropických pralesů. Četnost výskytu klesá spolu se zvyšující se životní úrovní. Předpokládá se, že není původním cizopasníkem člověka, ale psovitých šelem, na kterých se i dnes hojně vyskytuje. Na člověka se pravděpodobně přenesla právě při domestikaci psa. Většinou se objevují u psa.

## Hostitelská specifita
Blechy nebývají vysoce hostitelsky specifické. Napadají teplokrevné živočichy a snadno se mezidruhově přenášejí. Více se vyskytují u hostitelů se stálým pelechem/hnízdem či jiným stanovištěm. Blechu obecnou nejčastěji v domácnosti najdeme u člověka, psa, kočky či prasete a ve volné přírodě například u tchoře, kuny, jezevce nebo lišky, ale i některých hlodavců.

## Charakteristické znaky
Blecha obecná je bezkřídlý hmyz hnědé až černé barvy (přesné zbarvení závisí na složení potravy), ze stran je zploštělá a tvořena články, které se směrem ke koncové části těla zvětšují a překrývají. Články jsou sklerotizované a porostlé brvami, které také směřují k zádi a tím usnadňují pohyb srstí hostitele. Záď je složena z 10 článků, z nichž 3 poslední slouží k rozmnožování. Má tři páry nohou, dva páry (zadní a střední) jsou skákavé. Blechy dokáží vyvinout dostatečnou sílu pro velmi dlouhé skoky, což je způsobeno dobře vyvinutými stehny a kyčlemi a zároveň speciálními strukturami uvnitř nohy (resilin). Jsou velké od 2 do 8 mm a dokáží skočit do vzdálenosti asi 35 cm při výšce skoku 20 cm (200krát přeskočí vlastní délku). Na chodidlech se také nachází 2 drápy, které slouží k přidržování se na hostiteli. Oči blechy jsou málo vyvinuté a reagují spíše jen na intenzitu světelných podnětů. Na hlavě se dále nachází kyjovitá tykadla a bodavě-sací ústní ústrojí. To je tvořeno bodcem, který je vybaven žlábkem a za pomoci maxill s ním blecha saje krev. Dále můžeme na hlavě najít pysková a čelistní makadla, která mají bodec ochraňovat. Blecha dokáže vypít až 15x větší množství krve, než je její velikost. Od jiných druhů blech se blecha obecná odlišuje absencí ktenidií (ctenidium) na hlavě a chybějícím hřebenem na hlavě a předhrudí.

## Pohlavní rozdíly, rozmnožování
Blechy mají oddělené pohlaví. Pohlavní ústrojí samiček je tvořeno vaječníky – soustava trubiček a vejcovodů, které ústí do dělohy. Pohlavní ústrojí samečků je tvořeno párem varlat a chámovodovou schránkou s phallusem. Ten je velmi důležitý při klasifikaci druhů blech. Samička se se samečkem najde díky čichu, páří se v srsti hostitele. Blechy procházejí dokonalou metamorfózou. Oplodněná samička klade vajíčka v srsti hostitele, ta po několika hodinách oschnou a opadnou (dokáží se tak dobře šířit). Vylíhnou se z nich larvy, které mají kousací ústrojí a živí se organickými zbytky (kůže atd.) či výkaly dospělců, které obsahují poměrně velké množství nestrávených zbytků krve. Larvy se třikrát svlékají a po několika dnech se přemění v kokon s kuklou. Z kokonu se po různě dlouhé době líhnou dospělci.
Blecha žije 2 až 3 měsíce, maximálně však 100 dní, pokud má hostitele.

## Zdravotní problémy způsobené blechou
Blechy jsou přenašeči různých onemocnění a to pomocí krve, kterou sají. Při nabodnutí kapiláry vpouští trochu slin dovnitř těla hostitele a spolu s tím se mohou z jejich ústního ústrojí přenášet i potenciální patogeny. Dále může napadený pozorovat svědivé červené fleky podobné štípnutí komára, které ale do několika málo dnů mizí. Problém může způsobit až nadměrné škrábání místa vpichu, kde se v důsledku toho vytvoří infekční zánět.
U zvířat může docházet k přemnožení blech a v důsledku toho k zablešení. U člověka je ovšem zablešení (latinsky pūlicosis) velmi vzácné.
Při kousnutí se z blechy do hostitele dostávají tzv. hapteny, což jsou částečné antigeny, které dokážou vyvolat imunitní odpověď organismu. Při zablešení dochází k dlouhodobému přísunu těchto látek do těla hostitele, u kterého se může objevit přecitlivělost a následně i zdravotní problémy. Tento jev je častý u psů a objevuje se přibližně měsíce až roky po napadení blechami.

## Epidemie „černého“ moru
Blecha obecná spolu s blechou morovou (Xenopsylla cheopis) byla, a v některých částech světa stále je, přenašečem moru. Jde o mor dýmějový, septikémický či plicní, které stály za epidemií nazývanou Černá smrt. Ta se ve 14. století rozšířila z Asie (východního Kazachstánu) přes Čínu až do Evropy.
Označení „černá“ získala epidemie dýmějového moru kvůli otokům mízních uzlin hlavně v tříslech a podpaží, kde se objevoval zánět, ze kterého vytékal hnis a krev. To pokračovalo zánětem kůže, která se barvila do tmavé barvy (acral necrosis).
Člověk se mohl tímto morem nakazit po kontaktu s blechami, které se vyskytovaly především na krysách (ty jsou zdrojem nákazy). V trávicím ústrojí nakažené blechy žijí bakterie Yersinia pestis, které způsobují vlastní onemocnění. Tyto bakterie se uvnitř blechy namnoží a zablokují žaludek. Důsledkem toho je neutišitelný hlad blechy, která stále saje krev a Yersinie tak mohou proudit do svého nového hostitele. Plicní mor se šířil také kapénkovou infekcí.
Graham Twigg v roce 1984 dokázal, že není možné, aby se dýmějový mor přenášel pomocí krys a blech a to kvůli klimatickým a ekologickým podmínkám v Evropě a vyslovil domněnku, že se nejspíš jednalo o jiný druh bakterie (Bacillus anthracis).[zdroj?]